# Hi (kana)
A hiragana ひ, katakana ヒ, Hepburn-átírással: hi, magyaros átírással: hi japán kana. A hiragana és a katakana is a 比 kandzsiból származik. A godzsúonban (a kanák sorrendje, kb. „ábécérend”) a 27. helyen áll. A ひ Unicode kódja U+3072, a ヒ kódja U+30D2.
|               | Hepburn és magyaros | Hiragana (Unicode) | Katakana    |
| ------------- | ------------------- | ------------------ | ----------- |
| Alapalak      | hi                  | ひ (U+3072)        | ヒ (U+30D2) |
| Dakutennel    | bi                  | び (U+3073)        | ビ (U+30D3) |
| Handakutennel | pi                  | ぴ (U+3074)        | ピ (U+30D4) |

## Vonássorrend
|  |  |
|  |  |